# Megalogomphus superbus
Megalogomphus superbus är en trollsländeart som beskrevs av Fraser 1931. Megalogomphus superbus ingår i släktet Megalogomphus och familjen flodtrollsländor. IUCN kategoriserar arten globalt som otillräckligt studerad. Inga underarter finns listade i Catalogue of Life.